# Combrée
Combrée és un municipi francès situat al departament de Maine i Loira i a la regió de País del Loira. L'any 2007 tenia 2.611 habitants.

## Demografia

### Població
El 2007 la població de fet de Combrée era de 2.611 persones. Hi havia 1.144 famílies de les quals 396 eren unipersonals (104 homes vivint sols i 292 dones vivint soles), 344 parelles sense fills, 344 parelles amb fills i 60 famílies monoparentals amb fills.
La població ha evolucionat segons el següent gràfic:
Habitants censats

### Habitatges
El 2007 hi havia 1.270 habitatges, 1.162 eren l'habitatge principal de la família, 34 eren segones residències i 74 estaven desocupats. 1.119 eren cases i 68 eren apartaments. Dels 1.162 habitatges principals, 724 estaven ocupats pels seus propietaris, 422 estaven llogats i ocupats pels llogaters i 16 estaven cedits a títol gratuït; 78 tenien una cambra, 53 en tenien dues, 205 en tenien tres, 345 en tenien quatre i 481 en tenien cinc o més. 915 habitatges disposaven pel capbaix d'una plaça de pàrquing. A 506 habitatges hi havia un automòbil i a 448 n'hi havia dos o més.

### Piràmide de població
La piràmide de població per edats i sexe el 2009 era:
| Homes | Edats   | Dones |
| ----- | ------- | ----- |
| 4     | 95 o +  | 20    |
| 0     | 90 a 94 | 32    |
| 12    | 85 a 89 | 48    |
| 36    | 80 a 84 | 52    |
| 56    | 75 a 79 | 92    |
| 56    | 70 a 74 | 96    |
| 84    | 65 a 69 | 100   |
| 52    | 60 a 64 | 60    |
| 40    | 55 a 59 | 36    |
| 68    | 50 a 54 | 76    |
| 76    | 45 a 49 | 48    |
| 84    | 40 a 44 | 84    |
| 88    | 35 a 39 | 96    |
| 64    | 30 a 34 | 60    |
| 60    | 25 a 29 | 88    |
| 56    | 20 a 24 | 36    |
| 72    | 15 a 19 | 96    |
| 76    | 10 a 14 | 76    |
| 68    | 5 a 9   | 56    |
| 68    | 0 a 4   | 60    |

## Economia
El 2007 la població en edat de treballar era de 1.480 persones, 1.110 eren actives i 370 eren inactives. De les 1.110 persones actives 1.018 estaven ocupades (545 homes i 473 dones) i 92 estaven aturades (36 homes i 56 dones). De les 370 persones inactives 165 estaven jubilades, 93 estaven estudiant i 112 estaven classificades com a «altres inactius».

### Ingressos
El 2009 a Combrée hi havia 1.207 unitats fiscals que integraven 2.777 persones, la mediana anual d'ingressos fiscals per persona era de 15.285 €.

### Activitats econòmiques
Dels 78 establiments que hi havia el 2007, 1 era d'una empresa extractiva, 2 d'empreses alimentàries, 3 d'empreses de fabricació de material elèctric, 4 d'empreses de fabricació d'altres productes industrials, 12 d'empreses de construcció, 17 d'empreses de comerç i reparació d'automòbils, 4 d'empreses de transport, 6 d'empreses d'hostatgeria i restauració, 1 d'una empresa d'informació i comunicació, 7 d'empreses financeres, 1 d'una empresa immobiliària, 6 d'empreses de serveis, 5 d'entitats de l'administració pública i 9 d'empreses classificades com a «altres activitats de serveis».
Dels 27 establiments de servei als particulars que hi havia el 2009, 2 eren oficines de correu, 2 oficines bancàries, 1 taller de reparació d'automòbils i de material agrícola, 1 paleta, 4 guixaires pintors, 3 fusteries, 5 lampisteries, 6 perruqueries, 1 veterinari i 2 restaurants.
Dels 7 establiments comercials que hi havia el 2009, 1 era una botiga de més de 120 m², 1 una botiga de menys de 120 m², 2 fleques, 1 una carnisseria, 1 una perfumeria i 1 una floristeria.
L'any 2000 a Combrée hi havia 35 explotacions agrícoles que ocupaven un total de 1.364 hectàrees.

## Equipaments sanitaris i escolars
El 2009 hi havia 2 centres de salut, 2 farmàcies i 1 ambulància.
El 2009 hi havia 3 escoles elementals.

## Poblacions més properes
El següent diagrama mostra les poblacions més properes.